# 香川幸
香川 幸（かがわ さち、生没年不詳）は、広島県出身のサッカー選手。

## 来歴
香川や清水直右衛門らを中心選手とする広島一中は、1918年から始められた現在の全国高校サッカー選手権の前身となる大阪毎日新聞主催の日本フートボール優勝大会（全国中等学校蹴球選手権大会）には参加できず、毎年神戸に遠征し腕を磨いた。
1920年、神戸高等商業（現神戸大学）が主催した全国蹴球大会に出場。毎日新聞主催の全国蹴球大会を三連覇中だった御影師範の他、神戸一中、神戸二中と強豪を破り、決勝の関西学院高等部にはコーナー勝ちし優勝した。当時は同点の時はコーナーキックの数で勝ち負けを決めていた。香川はフォワードの中心選手として活躍、翌1921年の同大会は関西学院に決勝で敗れたが、1922年は御影師範を決勝で破り優勝した。この年の広島一中は非常に強く、同中OB・野津謙が在籍した関係で実現した同年の極東選手権に出場した日本代表チーム（全関東蹴球団）との練習試合にも勝った。その後、第六高等学校に進学した。
1924年、1925年には鯉城蹴球団(鯉城クラブ)のメンバーとして清水、深山静夫、田部辰らと草創期の天皇杯（第4回大会、第5回大会）2連覇に貢献。これらの活躍により1925年、鯉城蹴球団のメンバーを中心に編成されたブラック・キャット（黒猫）クラブ（監督・野津謙）のメンバーとして第7回極東選手権競技大会の出場チームを決める予選会に参加するが、関西代表の大阪サッカークラブに敗れると、今度はその大阪サッカークラブに補強され、日本代表として同大会の2試合（フィリピン、中華民国）に先発出場した。
この年京都帝国大学に進学。入江右三郎らと同大学の蹴球部創設に参加、創設メンバーの中では抜群の技術を持ち、1年次から主将を務めた。小柄ながら俊敏、特に鋭いシュートを放つゴールゲッターだったという。
その後の経歴は不明。　

## 所属クラブ
- 広島県立広島第一中学校
- 鯉城蹴球団
- 第六高等学校
- 京都大学蹴球部

## 代表歴

### 出場大会
- 1925年 第7回極東選手権競技大会

### 試合数
- 国際Aマッチ 2試合 0得点(1925)

| 日本代表 | 国際Aマッチ | 国際Aマッチ | その他 | その他 | 期間通算 | 期間通算 |
| 年       | 出場        | 得点        | 出場   | 得点   | 出場     | 得点     |
| -------- | ----------- | ----------- | ------ | ------ | -------- | -------- |
| 1925     | 2           | 0           | 0      | 0      | 2        | 0        |
| 通算     | 2           | 0           | 0      | 0      | 2        | 0        |

### 出場
| No. | 開催日         | 開催都市 | スタジアム | 対戦相手   | 結果 | 監督     | 大会       |
| --- | -------------- | -------- | ---------- | ---------- | ---- | -------- | ---------- |
| 1.  | 1925年05月17日 | マニラ   |            | フィリピン | ●0-4 | 山田午郎 | 極東選手権 |
| 2.  | 1925年05月20日 | マニラ   |            | 中華民国   | ●0-2 | 山田午郎 | 極東選手権 |